# Diócesis de Autlán
La Diócesis de Autlán (en latín: Dioecesis Rivoriensis) es una circunscripción eclesiástica de la Iglesia católica en México. Se trata de una diócesis latina, sufragánea de la arquidiócesis de Guadalajara. Desde el 7 de febrero de 2024 su obispo es Eduardo Muñoz Ochoa.

## Territorio y organización
La diócesis tiene 14 774 km² y extiende su jurisdicción sobre los fieles católicos de rito latino residentes en el estado de Jalisco en los municipios de: Atengo, Ayutla, Cuautlá, Juchitlán, Tecolotlán, Tenamaxtlán, Unión de Tula, Autlán de Navarro, Cabo Corrientes, Casimiro Castillo, Ejutla, El Grullo, La Huerta, El Limón, Villa Purificación, Tomatlán, Cihuatlán y Cuautitlán de García Barragán.
La sede de la diócesis se encuentra en la ciudad de Autlán de Navarro, en donde se halla la Catedral de la Santísima Trinidad.
En 2020 en la diócesis existían 51 parroquias.

## Historia
La diócesis fue erigida el 28 de enero de 1961 con la bula Cristifidelium utilitati del papa Juan XXIII, obteniendo el territorio de la diócesis de Colima y de la arquidiócesis de Guadalajara. En la nueva catedral en construcción, el arzobispo de Guadalajara, José Garibi Rivera, consagró al primer obispo de la diócesis de Autlán. 
El 17 de febrero de 1986, con la carta apostólica Cum fuerit, el papa Juan Pablo II confirmó a san José como patrono de la diócesis.
Por motivos de renuncia a la diócesis por parte de Gonzalo Galván Castillo, el 25 de junio de 2015 fue nombrado administrador apostólico José Guadalupe Martín Rabago, arzobispo emérito de León hasta que Rafael Sandoval Sandoval, nombrado el 23 de noviembre de 2015, fue instalado canónicamente como nuevo obispo.

## Estadísticas
Según el Anuario Pontificio 2021 la diócesis tenía a fines de 2020 un total de 311 562 fieles bautizados.
| Año                                                                             | Población            | Población | Población      | Sacerdotes | Sacerdotes    | Sacerdotes    | Bautizados por sacerdote | Diáconos permanentes | Religiosos | Religiosos | Parroquias |
| Año                                                                             | Bautizados católicos | Total     | % de católicos | Total      | Clero secular | Clero regular | Bautizados por sacerdote | Diáconos permanentes | Varones    | Mujeres    | Parroquias |
| ------------------------------------------------------------------------------- | -------------------- | --------- | -------------- | ---------- | ------------- | ------------- | ------------------------ | -------------------- | ---------- | ---------- | ---------- |
| 1965                                                                            | 180 259              | 181 359   | 99.4           | 57         | 57            |               | 3162                     |                      |            | 224        | 17         |
| 1970                                                                            | ?                    | 225 596   | ?              | 52         | 52            |               | ?                        |                      |            | 186        | 17         |
| 1976                                                                            | 253 870              | 259 975   | 97.7           | 75         | 75            |               | 3384                     |                      |            | 172        | 29         |
| 1980                                                                            | 285 186              | 291 602   | 97.8           | 86         | 86            |               | 3316                     |                      |            | 171        | 32         |
| 1990                                                                            | 466 574              | 482 179   | 96.8           | 90         | 90            |               | 5184                     |                      |            | 147        | 40         |
| 1999                                                                            | 302 847              | 320 737   | 94.4           | 104        | 104           |               | 2911                     | 1                    |            | 159        | 39         |
| 2000                                                                            | 307 483              | 325 686   | 94.4           | 101        | 101           |               | 3044                     | 1                    |            | 169        | 39         |
| 2001                                                                            | 283 426              | 295 546   | 95.9           | 95         | 95            |               | 2983                     | 2                    |            | 156        | 42         |
| 2002                                                                            | 297 083              | 313 151   | 94.9           | 97         | 97            |               | 3062                     | 2                    |            | 179        | 43         |
| 2003                                                                            | 299 896              | 317 189   | 94.5           | 103        | 103           |               | 2911                     | 2                    |            | 180        | 48         |
| 2004                                                                            | 298 002              | 305 756   | 97.5           | 102        | 102           |               | 2921                     | 2                    |            | 187        | 48         |
| 2006                                                                            | 320 386              | 332 088   | 96.5           | 100        | 100           |               | 3203                     | 2                    |            | 177        | 47         |
| 2012                                                                            | 334 500              | 350 600   | 95.4           | 116        | 116           |               | 2883                     | 3                    |            | 192        | 46         |
| 2015                                                                            | 345 000              | 361 000   | 95.6           | 121        | 121           |               | 2851                     | 3                    |            | 187        | 51         |
| 2018                                                                            | 299 980              | 318 650   | 94.1           | 118        | 118           |               | 2542                     | 3                    |            | 171        | 51         |
| 2020                                                                            | 311 562              | 326 900   | 95.3           | 114        | 114           |               | 2733                     | 3                    |            | 173        | 51         |
| Fuente: Catholic-Hierarchy, que a su vez toma los datos del Anuario Pontificio. |                      |           |                |            |               |               |                          |                      |            |            |            |

## Episcopologio
- Miguel González Ibarra † (20 de marzo de 1961-15 de julio de 1967 nombrado obispo de Ciudad Obregón)
- Everardo López Alcocer † (25 de julio de 1967-19 de diciembre de 1968 falleció)
- José Maclovio Vásquez Silos † (25 de marzo de 1969-23 de julio de 1990 falleció)
- Lázaro Pérez Jiménez + (15 de mayo de 1991-26 de julio de 2003 nombrado obispo de Celaya)
- Gonzalo Galván Castillo † (26 de octubre de 2004-25 de junio de 2015 renunció)
- Rafael Sandoval Sandoval, M.N.M., (23 de noviembre de 2015- 7 de febrero de 2024 renunció)
- Eduardo Muñoz Ochoa Desde el 7 de febrero de 2024.